# Brassó−Olthídi kitérő-vasútvonal
A Brassó−Olthídi kitérő-vasútvonal vasútvonal Romániában, Brassó és az Olthídi kitérő között.